# Gum (kráter)

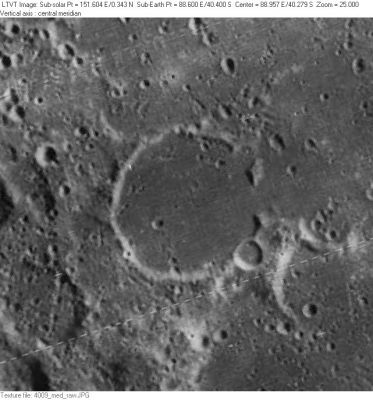
Kráter Gum (uprostřed) a okolí.

Gum je lávou zatopený impaktní kráter nacházející se na západním okraji nepravidelného měsíčního moře Mare Australe (Moře jižní) poblíž jihovýchodního okraje přivrácené strany Měsíce. Má průměr 55 km, jeho dno je zatopeno bazaltickou lávou, která vnikla dovnitř mezerou ve východním okrajovém valu. Gum postrádá centrální pahorek.
Východo-jihovýchodně na odvrácené straně Měsíce leží kráter Jenner, jihozápadně lze nalézt srovnatelně velký kráter Hamilton a severo-severozápadně větší Abel. Západně leží satelitní Gum S.

## Název
Pojmenován je podle australského astronoma Colina Stanleyho Guma.

## Satelitní krátery
V okolí kráteru se nachází několik dalších kráterů. Ty byly označeny podle zavedených zvyklostí jménem hlavního kráteru a velkým písmenem abecedy.
| Gum | Sel. šířka | Sel. délka | Průměr |
| --- | ---------- | ---------- | ------ |
| S   | 39,8° S    | 85,0° E    | 33 km  |